# Bernard Pierre Magnan
Bernard Pierre Magnan, född 7 december 1791, död 29 maj 1865, var en fransk militär.
Magnan kom i krigstjänst 1809, blev divisionsgeneral 1845 och marskalk av Frankrike 1853. Efter växlande tjänstgöring i franska, spanska och belgiska arméerna återinträdde Magnan i fransk tjänst 1839 och blev 1851 överbefälhavare över trupperna i Paris, i vilken egenskap han kraftigt stödde statskuppen 2 december 1851, varefter han belönades med en utnämning till senator.